# Tetraleurodes neemani
Tetraleurodes neemani és un hemípter del gènere Tetraleurodes de la família dels Aleiròdids.
L'espècie va ser descrita científicament per primera vegada per Bink-Moenen in Bink-Moenen & Gerling el 1992.